# Expeditors International
Expeditors International of Washington (Expeditors) ist ein global operierendes US-amerikanisches Logistikunternehmen mit Sitz in Seattle im US-Bundesstaat Washington. Neben Transportdienstleistungen mittels Luftfracht und Seefracht bietet das Unternehmen auch Verteildienste, Versicherungsleistungen und kundenspezifische Logistik. Absatzmärkte sind besonders Asien (57 %), USA (23 %) und Europa (14 %).
Das Unternehmen ist im Aktienindex Dow Jones Composite Average gelistet. Die Aktien werden zu 89 % von institutionellen Anlegern gehalten, das Management hält einen Anteil von 2,3 %. Die restlichen Anteile befinden sich im Streubesitz.
Im Februar 2022 gab das Unternehmen bekannt, Opfer eines Online-Angriffs geworden zu sein.